# 黑圖灰蝶
黑圖灰蝶（學名：Tuxentius melaena）是屬於灰蝶科眼灰蝶亞科的一種蝴蝶，是圖灰蝶屬的一種。分佈於非洲東至南部。幼蟲的寄主為鼠李科棗屬如凸棗等植物。

## 亞種
- T. m. melaena  － 指名亞種，分佈於非洲東至南部[1]
- T. m. griqua Oberthür, 1894  － 分佈於南非開普省[2]

## 腳註
1. 1 2  Dickson & Kroon, 1978. Pennington's Butterflies of Southern Africa
2. ↑  Trimen, 1887; South-African Butterflies: a monograph of the extra-tropical species. Vol. 2 South-African Butts 2: 84

## 外部連結
- 维基共享资源上的相關多媒體資源：黑圖灰蝶
- 維基物種上的相關：黑圖灰蝶
- Tuxentius melaena（页面存档备份，存于） - funet.fi （英文）